# Nancy Leftenant-Colon
Nancy Leftenant-Colon (Goose Creek, 29 de setembro de 1920 – Amityville, 8 de janeiro de 2025) foi uma enfermeira estadunidense. Tornou-se a primeira afro-americana no corpo de enfermeiras do exército dos Estados Unidos [en] em março de 1948, após a dessegregação [en].

## Biografia

### Primeiros anos e formação acadêmica
Leftenant nasceu em 29 de setembro de 1920, em Goose Creek, na Carolina do Sul, próximo de Charleston. Seus pais eram Eunice e James Leftenant e ela era a terceira de um total de 12 filhos. Seu pai era filho de um escravo liberto. A família se mudou para Nova Iorque em 1923 e construiu sua própria casa em Amityville, em Long Island, após seu pai conquistar um emprego como operário e sua mãe como empregada doméstica.
Realizou o curso de enfermagem no Escola Lincoln para Enfermeiras [en], no bairro do Bronx, em Nova Iorque, uma das primeiras instituições de ensino na área da saúde para mulheres negras nos Estados Unidos. Com o curso realizado, começou a atuar em hospitais na cidade de Nova Iorque.

### Carreira
Em janeiro de 1945, ela foi autorizada a entrar para o corpo de enfermeiras do exército dos Estados Unidos [en] como segundo tenente reservista e foi inicialmente designada para o Hospital Lowell [en], em Massachusetts. No ano seguinte, em 1946, foi promovida e designada para o 332º Grupo Médico da Estação em Ohio, na Base da Guarda Nacional Aérea de Rickenbacker [en]. Um incidente notável foi quando o hospital local não quis tratar uma mulher negra que havia entrado em trabalho de parto prematuro. Nancy e um cirurgião de voo realizaram o parto do bebê prematuro de 2 quilos e meio na base aérea e a criança sobreviveu.
Em 1952, a Leftenant-Colon tornou-se enfermeira de voo da Força Aérea dos Estados Unidos. Foi designada para atuar no exterior, inclusive durante as guerras da Coreia e do Vietnã. Estava a bordo do primeiro voo de evacuação médica para o posto avançado francês durante a batalha de Dien Bien Phu.
Nancy alcançou a patente de major e, em 1965, aposentou-se das forças armadas e do cargo de chefe de enfermagem na Base Aérea de McGuire, em Nova Jérsia. Depois, continuou trabalhando como enfermeira escolar, prestando atendimento de primeiros socorros e cuidados de saúde aos alunos da Escola de Ensino Médio Memorial de Amityville [en], além de atuar na promoção da saúde dentro da escola, de 1971 até 1984.
Leftenant-Colon recebeu um doutorado honorário em Humanidades da Universidade Tuskegee e um doutorado honorário em Letras Humanas da Universidade de Mount Saint Vincent [en], em Nova Iorque. No ano de 1989, foi a primeira mulher a ocupar o cargo de presidente nacional da Tuskegee Airmen.
Em 2018, foi anunciada a construção de um novo centro de recursos multimídia de biblioteca na Escola de Ensino Médio Memorial de Amityville [en], que recebeu o nome de Leftenant-Colon.

## Vida pessoal

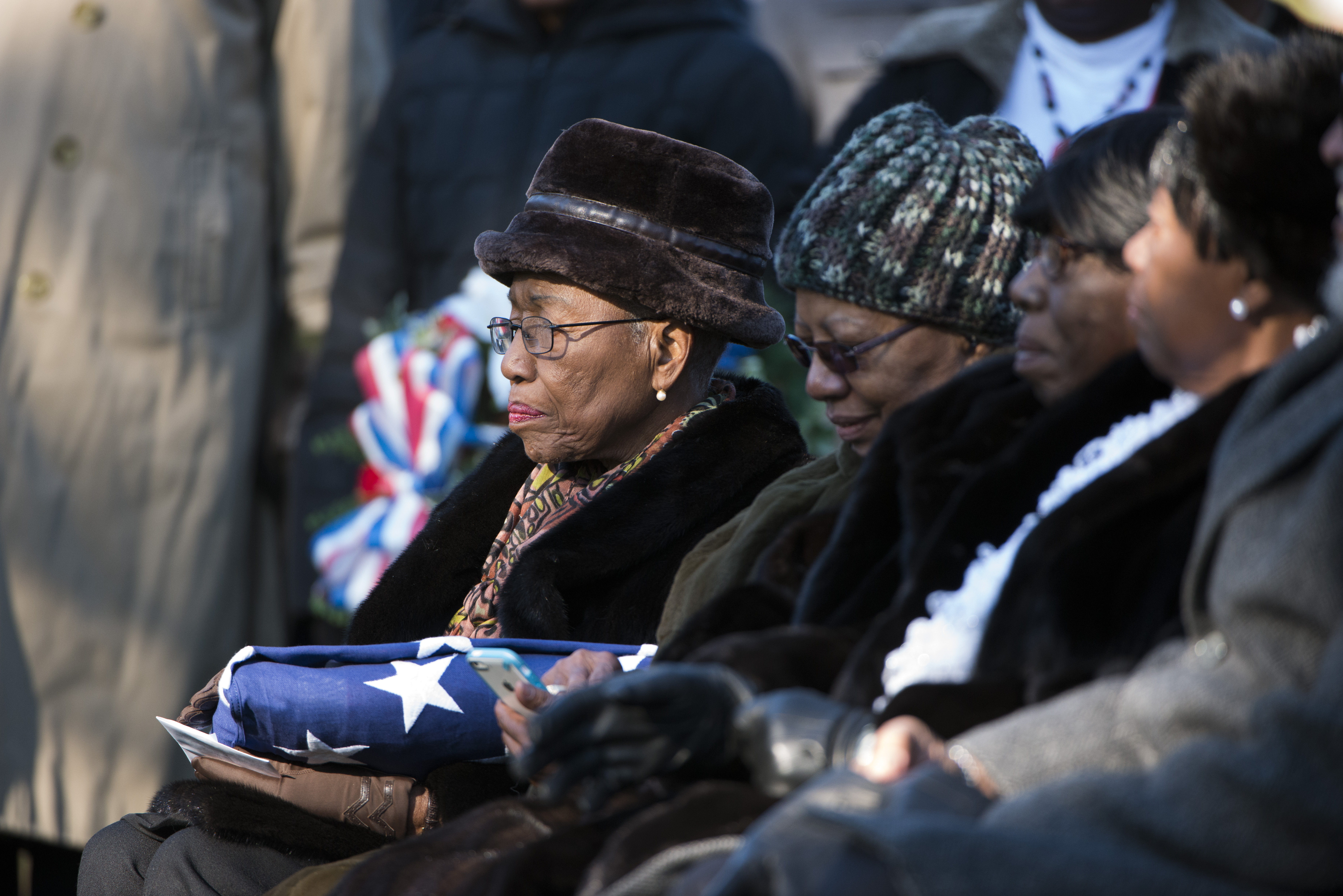
Nanacy (esq.) em 2016

No ano de 1960, casou-se com o militar da Força Aérea dos Estados Unidos, Bayard Colon, aos quarenta anos. Colon morreu em 1972 após sofrer uma parada cardíaca, após doze anos de casamento com Nancy.
Um de seus irmãos era piloto da Tuskegee Airmen, que morreu em uma colisão em pleno ar, e outros quatro irmãos também seguiram a carreira militar.

### Morte
Nancy morreu em 8 de janeiro de 2025, aos 104 anos, em uma casa de repouso em Amityville. Seu sobrinho, Chris Leftenant, confirmou a morte de sua tia, Nancy, mas optou por não divulgar a causa.